# Jodensavanne
Jodensavanne (volný překlad Židovská savana) je název archeologické lokality v Surinamu. Nachází se přibližně 50 km jižně od hlavního města Paramaribo, na břehu řeky Surinam, v distriktu Para. V roce 2023 byla lokalita společně s nedalekým hřbitovem v Cassipora Creek zapsána na seznam světového dědictví UNESCO. Bývalo jedna z prvních židovských osad v Jižní Americe.
Acheologická lokalita ilustruje rané židovské pokusy o kolonizaci v Novém světě. V osadě Jodensavanne, založené v druhé polovině 17. století, se nacházejí mimo jiné ruiny synagogy považováné za nejstarší určité architektonického důležitosti v Americe, spolu s hřbitovy, říčními moly pro lodě a vojenským stanovištěm. Hřbitov Cassipora Creek je pozůstatkem starší osady založené v 50. letech 17. století. Jodensavanne se nacházela se uprostřed území ubývaném původním obyvatelstvem. Osadu obývali, vlastnili a spravovali Židé, kteří tam žili spolu se svobodnými a zotročenými osobami afrického i indiánského původu. Osada měla nejrozsáhlejší soubor privilegií a imunit (např. svobodu náboženství, právo vystavět synagogu, soukromé vlastnictví, vlastní židovský soud, vzdělávací systém, vlastní ozbrojené síly) známých v raně novověkém židovském světě. Ekonomika komunity byla založena na pěstování cukrové třtiny.

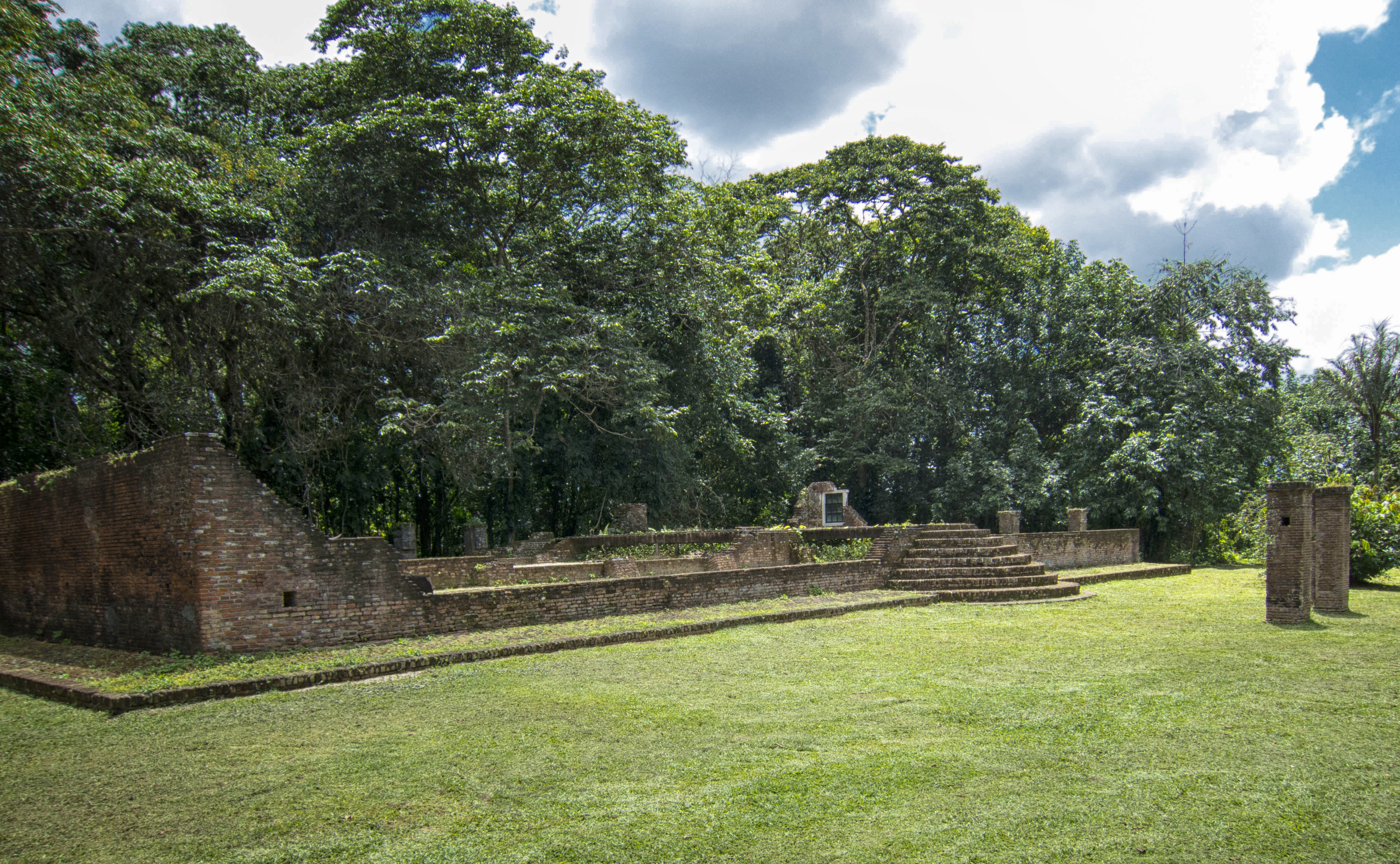
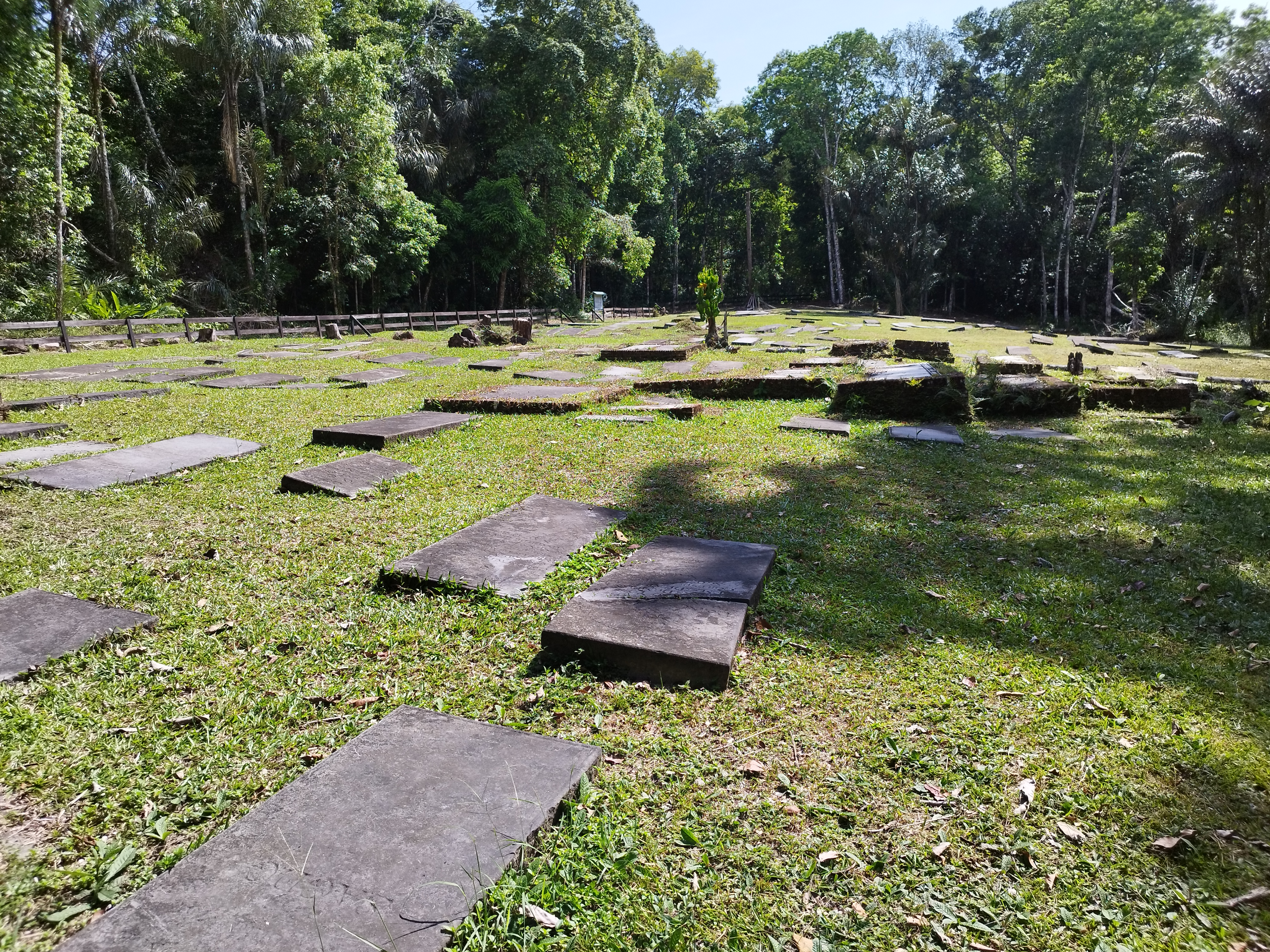
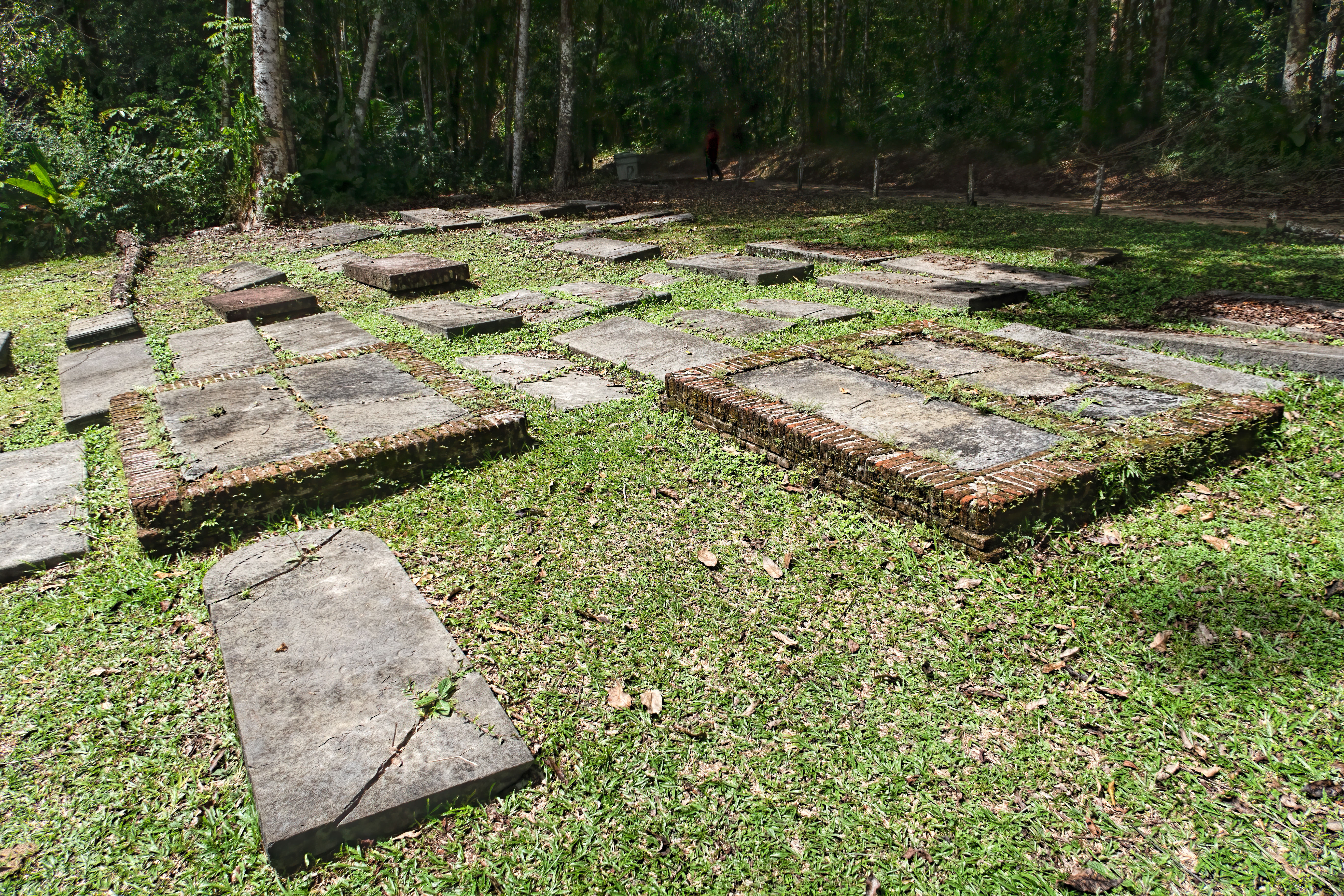
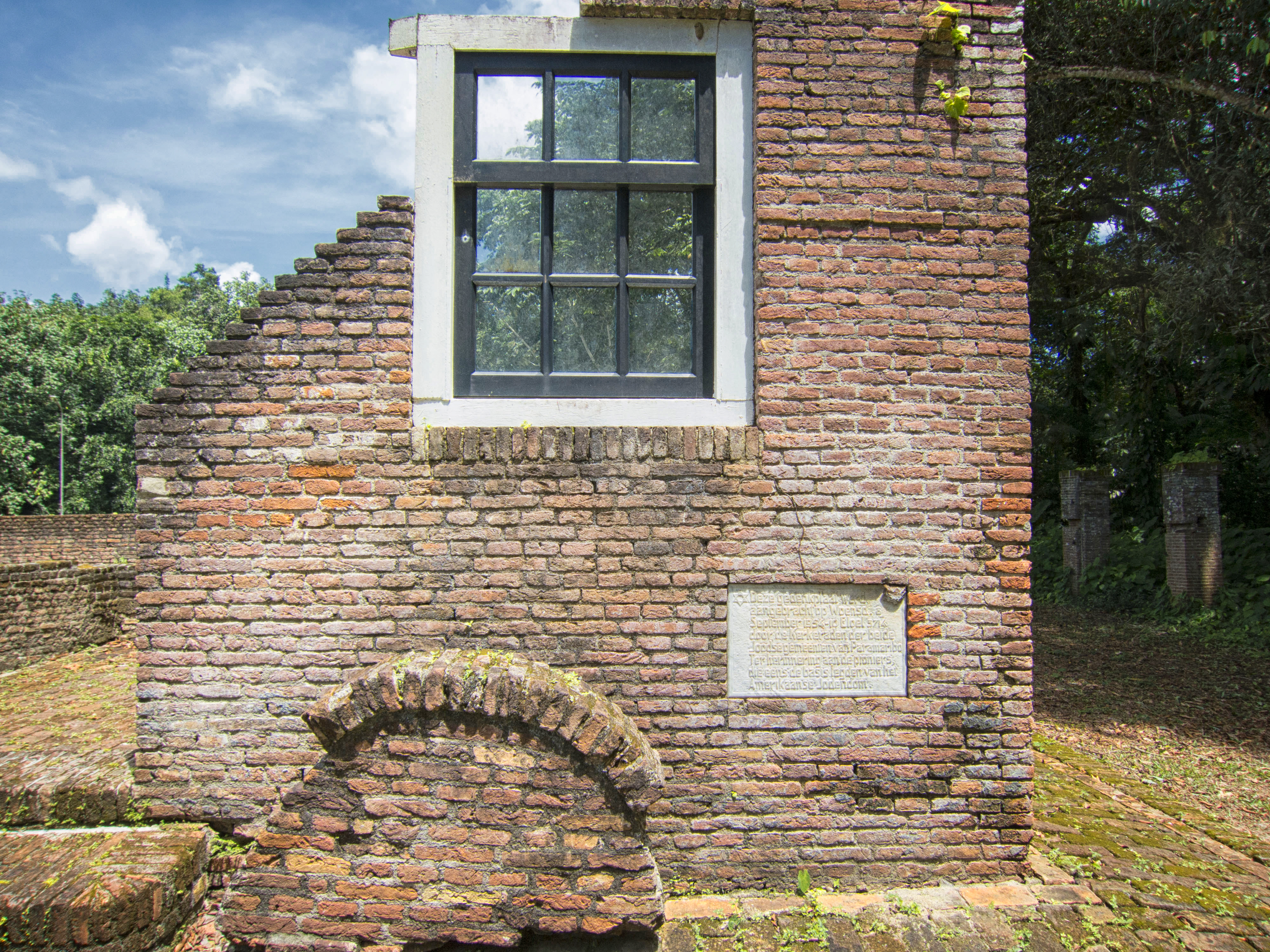